# Natascia Leonardi-Cortesi
Natascia Leonardi-Cortesi, född den 1 maj 1971, är en schweizisk längdåkare som tävlar internationellt. Hennes största merit är bronsmedaljen i stafett i Salt Lake City 2002.